# Турбо (група)
Вижте пояснителната страница за други значения на Турбо.
Турбо е българска рок група, основана през 1982 г. Най-известни с песните си „Юлия“ и „Не се влюбвай“. „Не се влюбвай“ е включена в класацията на БГ Радио „500 най-добри български песни“.

## История
Групата е основана от Стефан Широков и Христофор Захариев, след като той напуска LZ. Първоначалният състав на групата допълват Бойко Ачков (вокал), Съби Иванов (китара), Емил Стоянов (бас китара), Васил Димитров (ударни) и Светослав Стоилов (клавишни). Първата им записана песен е „Зеленият кестен“ по музика на Георги Костов. През 1983 издават първия си сингъл – „За последен път“. Групата придобива популярност, изпълнявайки мелодични шлагери и през 1984 г. Балкантон издава първия им албум, а на следващата година е издаден още един албум, озаглавен „Турбо 2“. Турбо са на върха на популярността си, когато записват песента „Не се влюбвай“. Клипът е пускан по националната телевизия в края на 80-те години.
През 2006, след дълго затишие, Турбо записват още един албум – „Съдба“. В него е наблегнато на блус и хардрок звученето.

## Дискография
- За последен път (сингъл) – 1983
- Турбо – 1984
- Турбо 2 – 1985
- Съдба - 2006